# Lerista emmotti
Lerista emmotti là một loài thằn lằn trong họ Scincidae. Loài này được Ingram, Couper & Donnellan miêu tả khoa học đầu tiên năm 1993.